# Psaume 60 (59)
 (octobre 2019).
Si vous disposez d'ouvrages ou d'articles de référence ou si vous connaissez des sites web de qualité traitant du thème abordé ici, merci de compléter l'article en donnant les références utiles à sa vérifiabilité et en les liant à la section « Notes et références ».
Le psaume 60 (en numérotation massorétique, paume 59 en numérotation grecque) est attribué à David. La situation historique est supposée la même que les psaumes 44 et 80.
Le verset 7 introduit un oracle d'espoir, repris dans le psaume 108 (versets 7 à 14), qui prédit la restauration d'un royaume agrandi et unifié comme au début de la monarchie et de la domination sur Edom, Ephraïm et Galaad.
|           | Hébreu                                                                                | Français | Latin |
| Verset 1  | לַמְנַצֵּחַ, עַל-שׁוּשַׁן עֵדוּת; מִכְתָּם לְדָוִד לְלַמֵּד.                                                  | Du maître de chant. Un lys est le précepte. À mi-voix. De David. Pour apprendre.                                                  | In finem his qui inmutabuntur in tituli inscriptione David in doctrina                                          |
| Verset 2  | בְּהַצּוֹתוֹ, אֶת אֲרַם נַהֲרַיִם-- וְאֶת-אֲרַם צוֹבָה : וַיָּשָׁב יוֹאָב, וַיַּךְ אֶת-אֱדוֹם בְּגֵיא-מֶלַח-- שְׁנֵים עָשָׂר אָלֶף. | Quand il lutta avec Aram Naharayim et Aram de Çoba, et que Joab revint pour battre Edom dans la ville du Sel, douze mille hommes. | cum succendit Syriam Mesopotamiam et Syriam Soba et convertit Ioab et percussit vallem Salinarum duodecim milia |
| Verset 3  | אֱלֹהִים, זְנַחְתָּנוּ פְרַצְתָּנוּ; אָנַפְתָּ, תְּשׁוֹבֵב לָנוּ.                                                | Dieu, tu nous as rejeté, rompus, tu étais irrité, reviens à nous !                                                                | Deus reppulisti nos et destruxisti nos iratus es et misertus es nobis                                           |
| Verset 4  | הִרְעַשְׁתָּה אֶרֶץ פְּצַמְתָּהּ; רְפָה שְׁבָרֶיהָ כִי-מָטָה.                                                   | Tu as fait trembler la terre, tu l'as fendue; guéris ses brèches, car elle chancelle !                                            | commovisti terram et turbasti eam sana contritiones eius quia commota est                                       |
| Verset 5  | הִרְאִיתָ עַמְּךָ קָשָׁה; הִשְׁקִיתָנוּ, יַיִן תַּרְעֵלָה.                                                    | Tu en fis voir de dures à ton peuple, tu nous fis boire du vin de vertige ;                                                       | ostendisti populo tuo dura potasti nos vino conpunctionis                                                       |
| Verset 6  | נָתַתָּה לִּירֵאֶיךָ נֵּס, לְהִתְנוֹסֵס-- מִפְּנֵי, קֹשֶׁט סֶלָה.                                              | tu donnas à tes fidèles le signal de leur débâcle sous le tir de l'arc.                                                           | dedisti metuentibus te significationem ut fugiant a facie arcus diapsalma ut liberentur dilecti tui             |
| Verset 7  | הִרְאִ֣יתָ עַמְּךָ֣ קָשָׁ֑ה הִ֜שְׁקִיתָ֗נוּ יַ֣יִן תַּרְעֵלָֽה                                                       | Pour que soient délivrés tes biens aimés, sauve par ta droite, et réponds-nous.                                                   | salvum fac dextera tua et exaudi me                                                                             |
| Verset 8  | נָ֘תַ֚תָּה לִּֽירֵאֶ֣יךָ נֵּ֣ס לְהִתְנוֹסֵ֑ס מִפְּנֵ֖י קֹ֣שֶׁט סֶֽלָה                                                   | Dieu a parlé dans son sanctuaire : J'exulte, je partage Sichem, j'arpente la vallée de Sukkot.                                    | Deus locutus est in sancto suo laetabor et partibor Sicima et convallem tabernaculorum metibor                  |
| Verset 9  | לְמַעַן, יֵחָלְצוּן יְדִידֶיךָ; הוֹשִׁיעָה יְמִינְךָ ועננו (וַעֲנֵנִי).                                      | A moi Galaad, à moi Manassé, Ephraïm, l'armure de ma tête, Juda, mon bâton de commandement.                                       | meus est Galaad et meus est; Manasses et Effraim fortitudo capitis mei Iuda rex meus                            |
| Verset 10 | אֱלֹהִים, דִּבֶּר בְּקָדְשׁוֹ--אֶעְלֹזָה: אֲחַלְּקָה שְׁכֶם; וְעֵמֶק סֻכּוֹת אֲמַדֵּד.                                   | Moab, le bassin où je me lave ! sur Edom, je jette ma sandale. Crie donc victoire contre moi, Philisitie !"                       | Moab olla spei meae in Idumeam extendam calciamentum meum mihi alienigenae subditi sunt                         |
| Verset 11 | לִי גִלְעָד, וְלִי מְנַשֶּׁה, וְאֶפְרַיִם, מָעוֹז רֹאשִׁי; יְהוּדָה, מְחֹקְקִי.                                   | Qui me mènera dans une ville forte qui me conduira jusqu'en Edom,                                                                 | quis deducet me in civitatem munitam quis deducet me usque in Idumeam                                           |
| Verset 12 | מוֹאָב, סִיר רַחְצִי--עַל-אֱדוֹם, אַשְׁלִיךְ נַעֲלִי; עָלַי, פְּלֶשֶׁת הִתְרוֹעָעִי.                               | sinon toi, Dieu, qui nous a rejetés, Dieu qui ne sors plus avec nos armées.                                                       | nonne tu Deus qui reppulisti nos et non egredieris Deus in virtutibus nostris                                   |
| Verset 13 | מִי יֹבִלֵנִי, עִיר מָצוֹר; מִי נָחַנִי עַד-אֱדוֹם.                                                  | Porte-nous secours dans l'oppression néant, le salut de l'homme !                                                                 | da nobis auxilium de tribulatione et vana salus hominis                                                         |
| Verset 14 | הֲלֹא-אַתָּה אֱלֹהִים זְנַחְתָּנוּ; וְלֹא-תֵצֵא אֱלֹהִים, בְּצִבְאוֹתֵינוּ.                                       | Avec Dieu, nous ferons des prouesses, et lui piétinera nos oppresseurs                                                            | in Deo faciemus virtutem et ipse ad nihilum deducet tribulantes nos                                             |